# 이메르송 세이크
이메르송 세이크 (1978년 12월 6일 ~ )는 브라질에서 태어난 카타르의 전 축구 선수이다.

## 통계
| 카타르 | 카타르 | 카타르 |
| 연도   | 출전   | 골     |
| ------ | ------ | ------ |
| 2008   | 3      | 0      |
| 합계   | 3      | 0      |